# 生物停滯
生物停滯（英語：Biostasis）是任何的生命可以在環境改變下無需適應它。通常在惡劣環境下，部分生物可取用休眠的方式繼續生存。

## 研究
在2018年，美國國防高級研究計劃局（DARPA）開展了“生物停滯”（Biostasis）項目，旨在通過延緩細胞內部的生物化學反應時間來減少外傷或感染後的死亡率。